# Kalogrianá
Kalogrianá är en ort i Grekland.   Den ligger i prefekturen Nomós Kardhítsas och regionen Thessalien, i den centrala delen av landet, 230 km nordväst om huvudstaden Aten. Kalogrianá ligger 95 meter över havet och antalet invånare är 760.
Terrängen runt Kalogrianá är huvudsakligen platt, men åt sydväst är den kuperad.Runt Kalogrianá är det tätbefolkat, med 257 invånare per kvadratkilometer. Närmaste större samhälle är Karditsa, 11,9 km söder om Kalogrianá. Trakten runt Kalogrianá består till största delen av jordbruksmark.